# サルマ (聖書)
サルマ（ヘブライ語: שַׂלְמָה Śalmāh, ギリシア語: σαλμων）またはサルモン（ヘブライ語: שַׂלְמוֹן Śalmōn）は、旧約聖書および新約聖書に登場する人物。
ナフションの子で、ラハブ（おそらくはエリコの娼婦ラハブ）と婚姻しボアズをもうけた。このため、聖書の記述によればダビデ王の高祖父にあたる。歴代誌上2章10-11節、ルツ記4章20-21節、マタイによる福音書1章4-5節、ルカによる福音書3章32節に言及がある。
父ナフションは、出エジプト後、モーセと共に荒野にあったイスラエルの民のひとりで、『民数記』『歴代誌』によればユダ族の首長であった。このため、サルマはおそらくはヨシュアと同世代で、約束の地に辿り着いたイスラエル人世代のひとりであったと考えられる。
サルマとラハブとの婚姻について旧約聖書中には言及がないが、『ヨシュア記』ではエリコ殲滅後のラハブのその後について「ラハブは今日までイスラエルのうちに住んでいる。」と締めくくっている。